# Social Watch
Social Watch – międzynarodowa sieć organizacji pozarządowych z siedzibą w Montevideo w Urugwaju, zrzeszająca członków w ponad 60 krajach na całym świecie. Powstała w 1995 roku w celu szeroko pojętego rozwoju społecznego. Social Watch utworzono jako „miejsce spotkań dla organizacji pozarządowych zajmujących się zagadnieniami społecznymi i zwalczaniem dyskryminacji ze względu na płeć”, a także w celu wpływania na ONZ, by wypełniała ona swoje zobowiązania.
Publikowany co roku międzynarodowy raport Social Watch – gdzie w każdej edycji sprawozdania wybierany jest do analizy inny temat – poświęcony jest problematyce ubóstwa i wykluczenia społecznego. Pierwszy raport Social Watch wydany został w 1996 roku.

## Polska Koalicja Social Watch
Polska Koalicja Social Watch powołana została do życia w lipcu 2008 roku. Jej celem jest monitorowanie wdrażania przez rząd polski międzynarodowych zobowiązań dotyczących rozwoju społecznego i równości płci. Funkcjonowanie Koalicji koordynowane jest przez Karat.

### Organizacje pozarządowe oraz instytucje naukowe
W skład Polskiej Koalicji Social Watch wchodzą organizacje pozarządowe oraz instytucje naukowe, które koordynowane są przez Koalicję Karat:

- Amnesty International
- Stowarzyszenie Współpracy Kobiet, NEWW – Polska
- Stowarzyszenie Interwencji Prawnej
- Fundacja Dzieci Niczyje
- Fundacja TUS
- Federacja na rzecz Kobiet i Planowania Rodziny
- Kampania Przeciw Homofobii
- Polska Sekcja Międzynarodowej Komisji Prawników
- Towarzystwo Demokratyczne Wschód
- Instytut Globalnej Odpowiedzialności
- Polskie Towarzystwo Prawa Antydyskryminacyjnego
- Koalicja Karat
- Stowarzyszenie SOS Wioski Dziecięce
- Instytut Badań nad Gospodarką Rynkową

### Raporty organizacji
W corocznie publikowanych raportach Polskiej Koalicji SW poruszane są zastrzeżenia w sprawie rządowego projektu ustawy o równym traktowaniu, nieskuteczności sądownictwa, a także warunków panujących w więzieniach. Sprawozdania Koalicji odnoszą się także do sytuacji osób narażonych na dyskryminację w Polsce – kobiety, mniejszości seksualne, mniejszości narodowe, uchodźcy, emeryci, niepełnosprawni i dzieci jako ofiary przemocy. Oprócz tych problemów, raporty zawierają sporadycznie podejmowane w debacie publicznej tematy, takie jak prawa człowieka w przedsięwzięciach produkcyjno-handlowych oraz efektywność współpracy rozwojowej w Polsce w kontekście działań zmierzających do zwiększenia praw człowieka.
Z okazji 60. rocznicy uchwalenia Powszechnej Deklaracji Praw Człowieka w 2008 roku Polska Koalicja Social Watch opracowała swój pierwszy „Polski Raport Social Watch 2008. Czas na prawa”, który był zbiorową publikacją kilkunastu analiz przygotowanych przez ekspertów organizacji pozarządowych monitorujących różne aspekty przestrzegania praw człowieka.